# 中伏木停留場
中伏木停留場（なかふしきていりゅうじょう）は、富山県射水市庄西町2丁目にある万葉線の停留場。
当駅を境に六渡寺方面は専用軌道、高岡駅方面は併用軌道である。

## 歴史
- 1951年（昭和26年）4月1日：富山地方鉄道の米島口 - 新湊（現・六渡寺）間の開業により中間駅として開設。
- 1959年（昭和34年）4月1日：事業譲渡により、加越能鉄道の駅となる。
- 2002年（平成14年）4月1日：事業譲渡により、万葉線の駅となる。

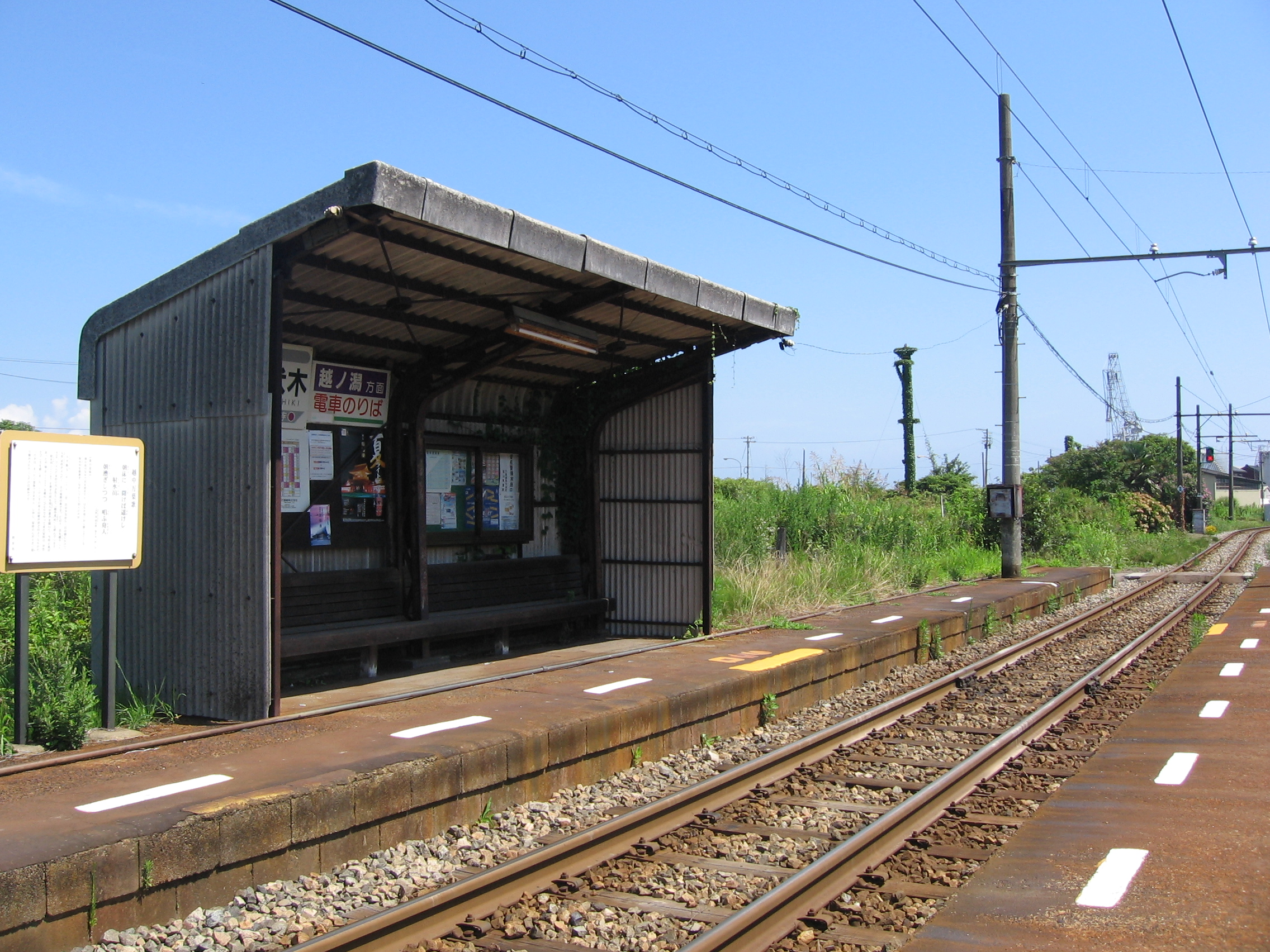
改築前の待合室（2008年7月）

## 停留場構造
相対式ホーム2面1線の地上駅。2本のホームで1本の線路を挟み込む構造。かつては交換設備があったが、現在は撤去されている。
待合室は2010年（平成22年）に改修されて、第一イン新湊 クロスベイ前駅と同様の構造になっている。

## 停留場周辺
かつてはJR貨物新湊線新湊駅が付近に存在した。
- 小矢部川
- JFEマテリアル本社
- 新湊庄西町郵便局

## 隣の停留場
万葉線
■万葉線（高岡軌道線）
吉久停留場 - 中伏木停留場 - 六渡寺駅